# Firefox Sync
Firefox Sync – otwartoźródłowa usługa w przeglądarce internetowej Firefox, będąca jej integralną częścią, umożliwiająca synchronizację danych użytkownika (takich jak: zakładki, historia przeglądania, zapisane hasła, otwarte karty, zainstalowane dodatki, ustawienia) pomiędzy wszystkimi urządzeniami powiązanymi z danym kontem Firefoksa.
Do synchronizacji danych usługa ta wykorzystuje serwery Mozilli. Istnieje także możliwość uruchomienia i skonfigurowania jej w taki sposób, aby działała jako samodzielna, niezależna własna usługa.